# کالبدشناسی اسب

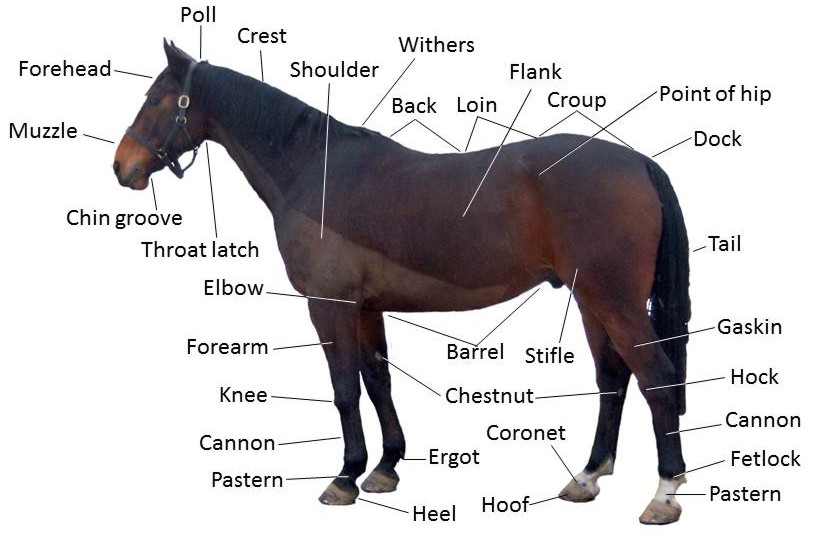
نام نقاط گوناگون بدن یک اسب

کالبدشناسی اسب شامل کالبدشناسی درشت و ریزبافت‌شناسی اسب‌ها، و دیگر اسبان از جمله الاغ، قاطر و گورخر است. در حالی که همه ویژگی‌های تشریحی اسب‌ها با همان عبارت دیگر حیوانات توسط کمیته بین‌المللی نام‌گذاری ناخالص کالبدشناسی دامپزشکی در کتاب Nomina Anatomica Veterinaria توصیف شده‌است، بسیاری از واژگان محاوره‌ای مخصوص اسب وجود دارد که توسط سوارکاران به کار می‌رود.

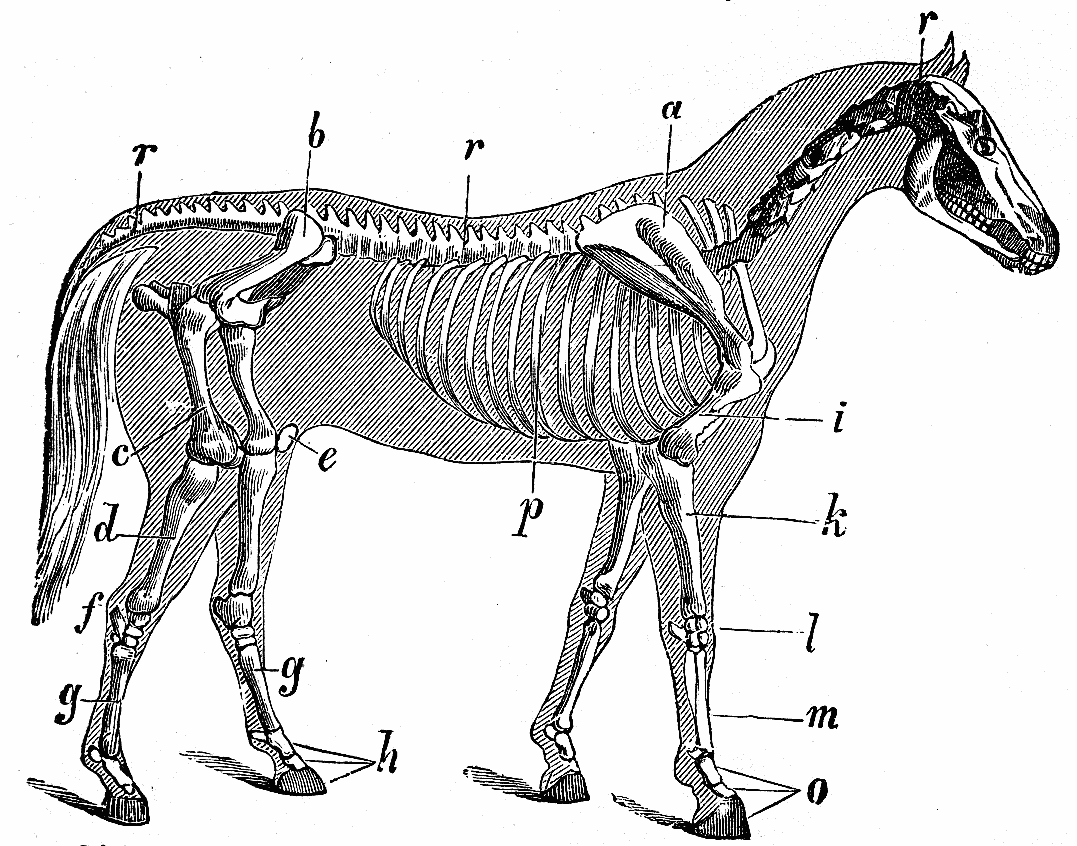
استخوان‌بندی یک اسب

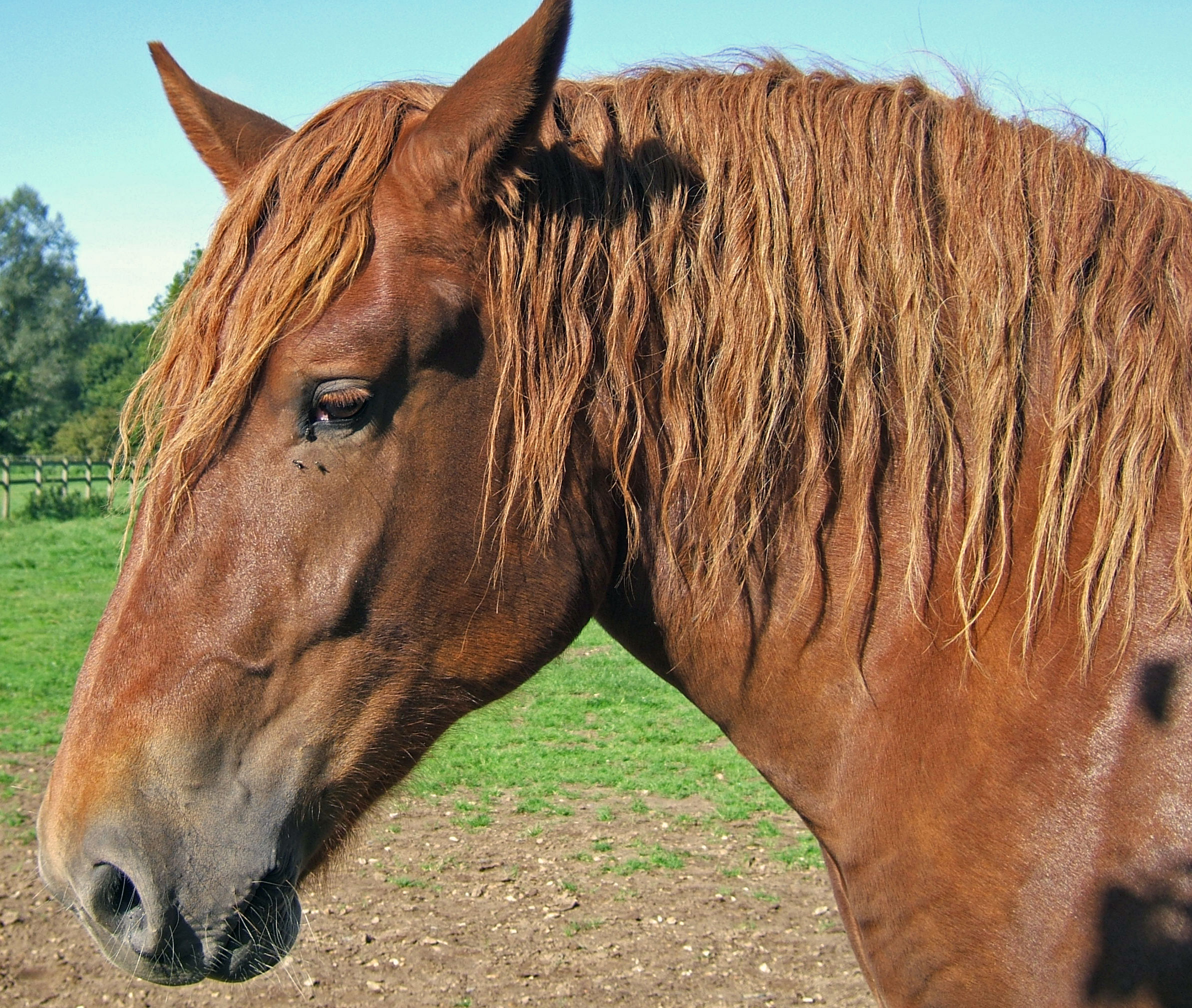
لاله گوش اسب می‌تواند در هر جهتی بچرخد تا صداها را دریافت کند